# Sonia (album)
Sonia è il secondo ed eponimo album in studio della cantante britannica Sonia, pubblicato nel 1991.

## Tracce
1. Only Fools (Never Fall in Love) (Tony Hiller, Barry Upton) – 3:45
2. You to Me Are Everything (Denne, Gold) – 3:55
3. Breakdown (Johnson, Pendse) – 3:44
4. I'm Not Gonna Play Around No More (Sonia Evans, Stock) – 4:39
5. Walk Away Lover (Crosbie, Yoyo) – 3:46
6. That Boy (Stock) – 4:08
7. Be Young, Be Foolish, Be Happy (J. R. Cobb, Ray Whitley) – 2:56
8. Be My Baby (Stock) – 3:54
9. Used to Be My Love (Evans, Stock) – 3:45
10. Say Goodbye to Me (Evans, Robertson) – 3:47
11. Strong Without You (Stock) – 4:02